# Krinau
Krinau est une localité et une ancienne commune suisse du canton de Saint-Gall, située dans la circonscription électorale de Toggenburg. 

## Histoire
Le 1er janvier 2013, la commune de Krinau a été intégrée dans celle de Wattwil.